# Psyllomyia braunsi
Psyllomyia braunsi är en tvåvingeart som beskrevs av Schmitz 1914. Psyllomyia braunsi ingår i släktet Psyllomyia och familjen puckelflugor. Inga underarter finns listade i Catalogue of Life.